# Gualaca
Gualaca es un corregimiento y ciudad cabecera del distrito de Gualaca en la provincia de Chiriquí, República de Panamá. La localidad tiene 5.605 habitantes (2010).